# Winfield (Virgínia de l'Oest)
Winfield és una població dels Estats Units a l'estat de Virgínia de l'Oest. Segons el cens del 2008 tenia 2.055 habitants.

## Demografia
Segons el cens del 2000, Winfield tenia 1.858 habitants, 736 habitatges, i 563 famílies. La densitat de població era de 268,7 habitants per km².
Dels 736 habitatges en un 39% hi vivien nens de menys de 18 anys, en un 65,1% hi vivien parelles casades, en un 9,5% dones solteres, i en un 23,5% no eren unitats familiars. En el 20,8% dels habitatges hi vivien persones soles el 7,3% de les quals corresponia a persones de 65 anys o més que vivien soles. El nombre mitjà de persones vivint en cada habitatge era de 2,52 i el nombre mitjà de persones que vivien en cada família era de 2,92.
Per edats la població es repartia de la següent manera: un 25,8% tenia menys de 18 anys, un 6% entre 18 i 24, un 32,2% entre 25 i 44, un 25,9% de 45 a 60 i un 10,1% 65 anys o més.
L'edat mediana era de 38 anys. Per cada 100 dones de 18 o més anys hi havia 86,7 homes.
La renda mediana per habitatge era de 51.023$ i la renda mediana per família de 59.196$. Els homes tenien una renda mediana de 43.885$ mentre que les dones 29.667$. La renda per capita de la població era de 23.564$. Entorn del 4,5% de les famílies i el 4,9% de la població estaven per davall del llindar de pobresa.

## Poblacions més properes
El següent diagrama mostra les poblacions més properes.